# جغرافیای تهران
شهر تهران در ۵۱ درجه و ۶ دقیقه تا ۵۱ درجه و ۳۸ دقیقه طول شرقی و ۳۵ درجه و ۳۴ دقیقه تا ۳۵ درجه و ۵۱ دقیقه عرض شمالی قرار گرفته‌است و ارتفاع آن از سطح آب‌های آزاد بین ۱۸۰۰ متر در شمال تا ۱۲۰۰ متر در مرکز و ۱۰۵۰ متر در جنوب متغیّر است. تهران در میان دو وادی کوه و کویر و در دامنه‌های جنوبی رشته کوه البرز گسترده شده‌است. از جنوب به کوه‌های ری و بی‌بی‌شهربانو و دشت‌های هموار شهریار و ورامین و از شمال توسط کوهستان محصور شده‌است.

## زمین‌شناسی

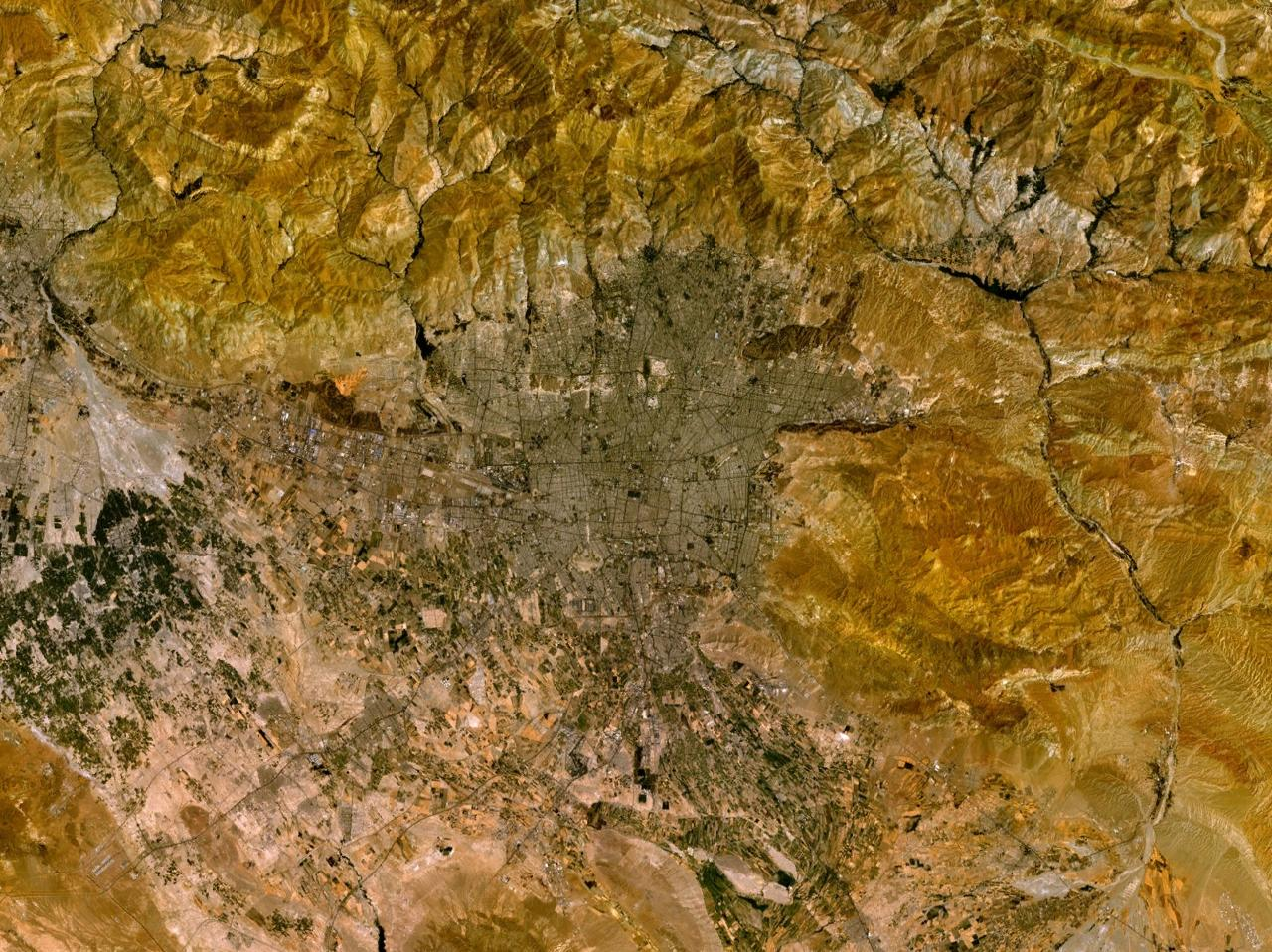
نگارهٔ ماهواره‌ای از تهران

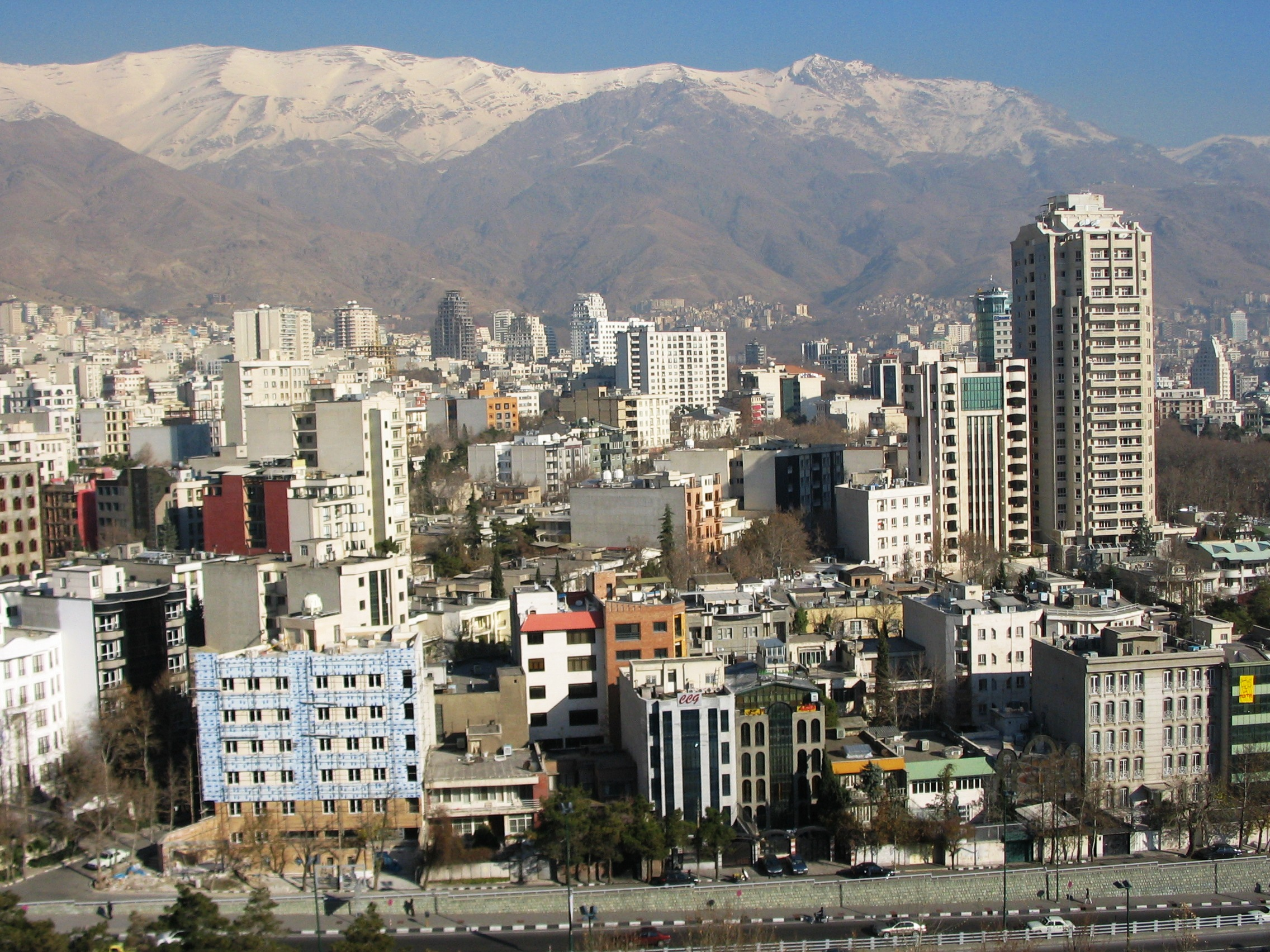
رشته‌کوه‌های البرز در شمال تهران

نقشه کاربری زمین‌های شهر تهران در دهه‌های ۶۰–۷۰ خورشیدی.

مشخصه اصلی زمین‌شناسی تهران قرار گرفتن آن بین توده عظیم رشته‌کوه البرز (متعلق به دوران سوم زمین‌شناسی) و فلات ایران (متعلق به دوران چهارم زمین‌شناسی) است. مهم‌ترین نمود این مسئله وجود گسل‌های فعالی چون گسل مشاء، گسل شمال تهران و گسل ری است که موجب شده همواره زمین‌لرزه‌های خفیف و نامحسوسی در محل این گسل‌ها به وقوع بپیوندد.
تهران را می‌توان به سه منطقه طبیعی تقسیم کرد.

- کوه‌های شمالی. بلندترین نقطه این کوه‌ها قله توچال به ارتفاع ۳۹۶۴ است.
- دامنه کوه‌ها. این منطقه شامل قسمت‌های شمالی شهر مانند اوین، درکه، نیاوران، حصارک و سوهانک می‌شود.
- دشت جنوبی. بخش اعظم شهر در این دشت قرار گرفته و شیب ملایمی از شمال به جنوب دارد.

## بلایای طبیعی

### لرزه‌خیزی
شهر تهران از نظر زمین لرزه جزء مناطق پرزیان (۸ تا ۱۰ درجه مرکالی) به‌شمار می‌آید.
گسل‌هایی که در تهران و حومه تا شعاع ۱۵۰ کیلومتری مرکز شهر قرار دارند، عبارتند از گسل مشا به طول ۹۰ کیلومتر، شمال تهران، ریبه طول ۸ کیلومتر، طالقان، ایوانکی و ایپک که بررسی رفتار آن‌ها حایز اهمیت است.
در علم زلزله‌شناسی گسل‌هایی برای بشر خطرناک شناخته می‌شوند که حداقل ۱۰ کیلومتر طول داشته و جوان (فعال) هم باشند (گسل فعّال گسلی است که در ده هزار سال گذشته حداقل سبب یک زمین لرزه شده باشد). گسل شمال تهران بزرگ‌ترین گسل شهر است که در جنوب دامنه رشته‌کوه البرز و در شمال شهر تهران قرار دارد. این گسل از لشکرک و سوهانک آغاز شده تا فرح‌زاد و حصارک و از آن‌جا به سمت غرب امتداد یافته‌است. این گسل در مسیر خود، نیاوران، تجریش، زعفرانیه، الهیه و فرمانیه را در بر می‌گیرد. گسل مهم دیگر گسل ری است که با توجه به مقاوم نبودن ساختمان‌های جنوب تهران در صورت فعال شدن بسیار پرتلفات خواهد بود. این گسل از جاده خاوران شروع شده و با گذر از دولت‌آباد و حرکت بر مسیر جاده کمربندی تهران در حد نصاب کوره‌های آجرپزی چهاردانگه به پایان می‌رسد. نقشه گسل‌های تهران اخیراً توسط پایگاه ملی داده‌های علوم زمین تهیه شده‌است.
از نظر زلزله‌شناسی تاریخی، شهر تهران زلزله‌های بزرگی مانند زلزله ۷٫۱ ریشتری دماوند در ۱۸۳۰ م. ۷٫۲ ریشتری کرج در ۱۱۱۷ م. ۷٫۷ ریشتری طالقان در ۹۵۸ م. ۷٫۱ ریشتری ری در ۸۵۵ م؛ و زلزله‌های ۷ ریشتر به بالای بسیارِ دیگری به خود دیده‌است. با احتمال بالای ۷۰٪، به‌طور میانگین هر ۱۵۸ سال زلزله‌ای مخرب در این شهر رخ داده و با توجه به این‌که از آخرین زلزله مخرب که زلزله ۷٫۱ ریشتری دماوند در ۱۸۳۰ م؛ و به احتمال زیاد مربوط به گسل مشا، حدود ۱۷۸ سال می‌گذرد، احتمال وقوع زلزله‌ای بالای ۷ ریشتر در این ناحیه بسیار بالاست. البته دیگر کارشناسان معتقدند با توجه به این‌که در سال ۱۹۳۰ زمین‌لرزه دیگری در شمال تهران
رخ داده که روستای آه (اطراف رودهن) و روستای مبارک‌آباد (نزدیک آبعلی) در اثر آن به کلی ویران شده‌اند، دلیلی ندارد زلزله ۱۸۳۰ را آخرین زلزله بزرگ در شمال تهران به حساب آورد.

### سیل
شهر تهران، به‌طور پیوسته در معرض خطر سیل قرار دارد. از دلایل اصلی این موضوع، می‌توان اختلاف ارتفاع زیاد، شرایط اقلیمی خاص، وجود رودخانه‌های فراوان مانند رود کرج، رود دربند، رود چیتگر و مسیل‌های متعدد و قرارگرفتن شهر تهران در پای کوه را نام برد.
همچنین در شهر تهران، ۱۲ حوزه آبریز بالادست مسلط بر آب و ۱۴ کیلومتر نوار مولد سیل از دارآباد تا غرب دره فرحزاد وجود دارد.
تا کنون در این منطقه، سیل‌های متعددی رخ داده که برخی از موارد گزارش‌شده شامل سیلاب سال ۱۲۴۶ تهران، سیلاب سال ۱۳۱۶ یوسف‌آباد، سیلاب سال ۱۳۳۶ امامزاده داوود و سیل سال ۱۳۶۶ تجریش می‌شوند.
پتانسیل سیل در این منطقه، باعث شده که تمهیداتی در خصوص ساخت ایستگاه هشدار سیل در منطقهٔ دربند و گلاب‌دره اندیشیده شود.

## آب و هوا
آب و هوا تهران متأثر از کوهستان در شمال و دشت در جنوب است. غیر از شمال تهران که تحت تأثیر کوهستان آب و هوا آن تا حدی معتدل و مرطوب است، آب و هوای بقیه شهر کلا گرم و خشک و در زمستان‌ها اندکی سرد است. مهم‌ترین منبع بارش در این شهر بادهای مرطوب مدیترانه‌ای و اطلسی هستند که از سمت غرب می‌وزند. رشته کوه البرز همچون سدی به نحو مؤثری از نفوذ بسیاری از توده‌های هوا جلوگیری می‌کند در نتیجه باعث شده‌است که هوای شهر از از یک سو خشک‌تر و از سوی دیگر از آرامش نسبی برخوردار باشد.
از نظر فصلی، هوای تهران در زمستان تحت تأثیر سیستم پرفشار شمالی (سیبری) قرار دارد. این تأثیر باعث شده‌است که در این فصل هوا در قسمت‌های مرکزی و جنوبی معتدل و در قسمت‌های شمالی شهر سرد باشد، به طوریکه در این قسمت‌ها دمای هوا در زمستان بارها به زیر صفر می‌رسد. همچنین در این فصل به دلیل پدیده وارونگی هوا میزان آلودگی جوی بالاست. در تابستان‌ها عامل مهم سیستم کم‌فشار حرارتی کویر مرکزی است که سبب می‌شود هوا گرم و خشک باشد.
میزان بارندگی در سطح شهر تهران عمدتاً کم بوده و به مقدار ۲۴۵٫۸ میلیمتر در طی سال اندازه‌گیری و تعداد روزهای یخبندان (با دمای زیر صفر) آن نیز ۳۶ روز در سال ثبت شده‌است (۱۳۷۶). در یک دوره ۴۵ ساله بیشترین دمای تهران ۴۳ درجه سلسیوس و کمترین دمای آن ۱۵- درجه سلسیوس گزارش شده‌است. میانگین رطوبت نسبی هوا در تهران ۴۰٪ و در شمیران ۴۶٪ بوده‌است. باد غالب تهران غربی (۲۷۰ درجه) و متوسط سرعت آن ۵٫۵ متر بر ثانیه است. شب‌ها نسیم خنکی از کوه به پایین می‌وزد (باد کوه) و روزها برعکس نسیمی از سمت دشت می‌وزد (باد دشت).
منبع اصلی آب آشامیدنی تهران، رودها کرج، جاجرود و لار است که توسط سه سدی که بر روی آن‌ها نصب شده تأمین می‌شود. با افزایش مصرف آب، بخشی از آب آشامیدنی نیز از آب‌ها زیرزمینی توسط چاه‌های عمیق به دست می‌آید. چندین رود فصلی هم در تهران وجود دارد که تأثیر چندانی در تأمین آب شهر ندارند. گلابدره، حصارک، تجریش و کن مهم‌ترین آن‌ها هستند.
رودخانه کرج پرآب‌ترین رود دامنه‌های جنوبی البرز است که از باران‌های فصل سرد و ذوب برف‌های مناطق کوهستانی نشأت می‌گیرد و در ۴۰ کیلومتری غرب تهران از کانون آبگیر خرسنگ کوه سرچشمه می‌گیرد. رودخانه جاجرود از کوه‌های کلون بسته که جزء بلندی‌های خرسنگ کوه است سرچشمه گرفته و این دو رود مجموعاً قسمت عمده آب مصرفی شهر تهران را تأمین می‌نمایند. تهران به رغم داشتن منابع آبی فراوان به دلیل رشد جمعیت و کمی بارندگی در برخی دوره‌ها با مشکل کمبود آب روبرو است.
| آب و هوای تهران              | آب و هوای تهران | آب و هوای تهران | آب و هوای تهران | آب و هوای تهران | آب و هوای تهران | آب و هوای تهران | آب و هوای تهران | آب و هوای تهران | آب و هوای تهران | آب و هوای تهران | آب و هوای تهران | آب و هوای تهران | آب و هوای تهران |
|                              | ژانویه          | فوریه           | مارس            | آوریل           | مـــــه         | ژوئـن           | ژوئیـه          | اوت             | سپتامبر         | اکتبـر          | نوامبر          | دسامبر          | سـال            |
| ---------------------------- | --------------- | --------------- | --------------- | --------------- | --------------- | --------------- | --------------- | --------------- | --------------- | --------------- | --------------- | --------------- | --------------- |
| گرم‌ترین C°                   | ۱۷              | ۲۱              | ۲۵              | ۳۰              | ۳۶              | ۴۰              | ۴۲              | ۴۰              | ۳۷              | ۳۱              | ۲۵              | ۲۱              | ۴۲              |
| میانگین گرم‌ترین‌ها C°         | ۵               | ۸               | ۱۳              | ۲۱              | ۲۶              | ۳۳              | ۳۶              | ۳۵              | ۳۱              | ۲۳              | ۱۵              | ۸               | ۲۱              |
| میانگین سردترین‌ها C°         | −۱              | ۱               | ۵               | ۱۲              | ۱۶              | ۲۲              | ۲۵              | ۲۴              | ۲۱              | ۱۴              | ۷               | ۲               | ۱۲              |
| سردترین C°                   | -۱۲             | -۸              | -۷              | ۱               | ۳               | ۱۰              | ۱۵              | ۱۲              | ۱۱              | ۳               | -۳              | -۷              | -۱۲             |
| بارش mm                      | ۴۳              | ۳۸              | ۳۸              | ۳۳              | ۱۵              | ۳               | ۲               | ۲               | ۳               | ۱۰              | ۲۵              | ۳۰              | ۲۳              |
| منبع: سایت ودربیس اکتبر ۲۰۰۸ |                 |                 |                 |                 |                 |                 |                 |                 |                 |                 |                 |                 |                 |

## نما شهر
نما شهر در نقاط گوناگون بر اساس عوامل جغرافیایی، اقتصادی، فرهنگی و تاریخی متفاوت است. در شمال شهر که به کوه‌ها نزدیک‌تر است معمولاً خیابان‌ها و کوچه‌ها شیبدارتر و در جنوب شهر هموارترند. همچنین در جنوب شهر ساختمان‌های بلندمرتبه کم‌تر و در شمال شهر بیشترند. ساختمان‌های اداری و دولتی نیز عمدتاً در مرکز شهر قرار دارند. از طرف دیگر در مناطقی که تاریخ ساخت آن‌ها جدیدتر است مانند منطقه ۲، منطقه ۵ و منطقه ۲۲ که همگی در غرب و شمال غرب شهر قرار دارند با توجه به پیروی از آیین‌نامه‌های جدیدتر اصول شهرسازی در آن‌ها بیش‌تر رعایت شده‌است. در این مناطق معمولاً پهنا خیابان‌ها و کوچه‌ها، سرانه پارکینگ و سرانه فضای سبز از سایر مناطق شهر بیش‌تر است. برعکس در مناطقی که ساخت آن‌ها زودتر صورت گرفته‌است مانند منطقه ۱۲ و منطقه ۲۰ معمولاً بناها تاریخی و سنتی بیشتری وجود دارد.

## تقسیمات شهری

### مناطق شهری

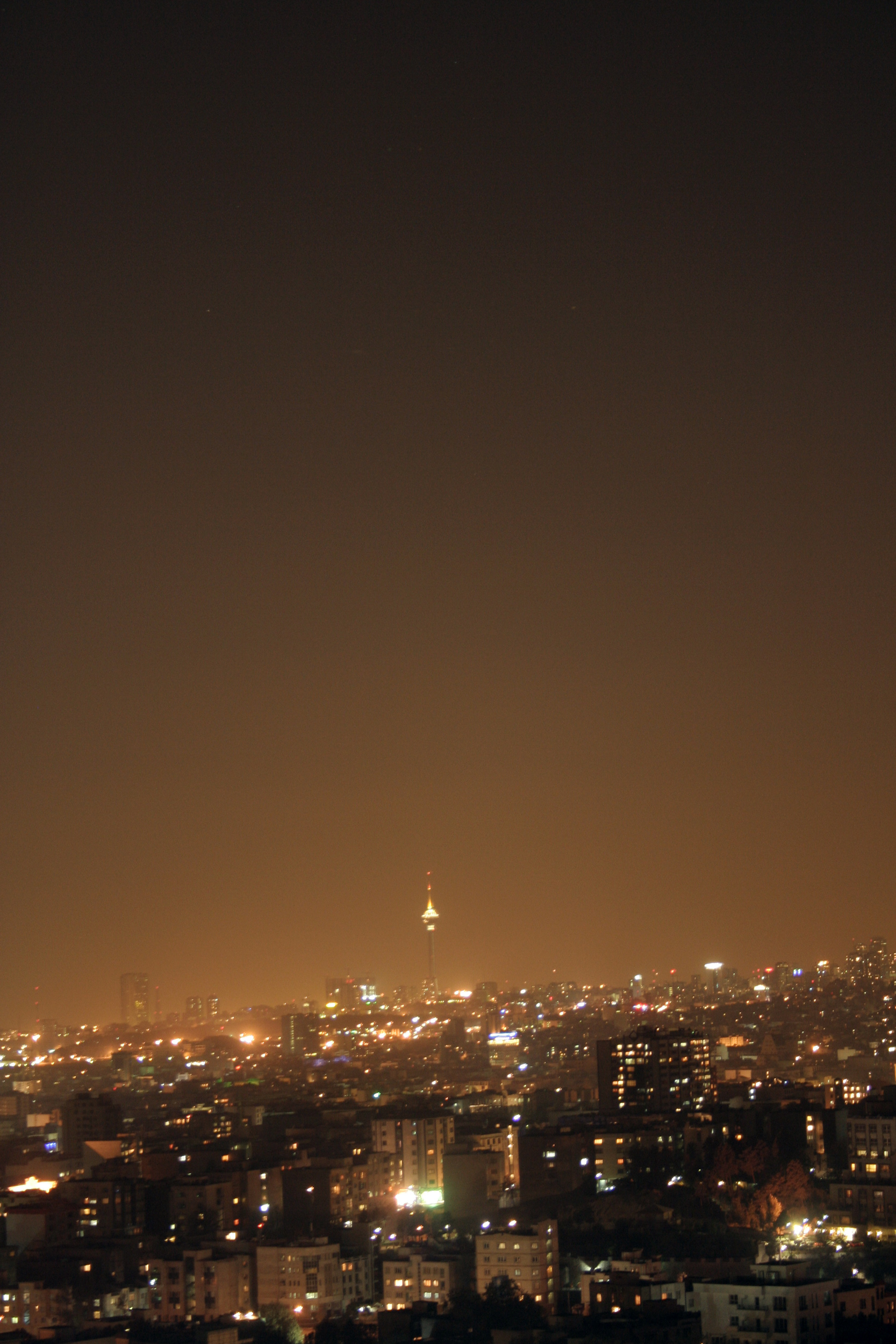
نمایی از شهر تهران

تفسیر شهرداری از مناطق شهری تهران (سرخ) و تفسیر وزارت کشور از شهرستان‌های استان تهران (آبی)

این شهر در حدود ۷۳۰ کیلومتر مربع مساحت دارد
شهرداری تهران از دیدگاه تأمین نیازمندی‌ها و اداره بهتر سطح شهر را به ۲۲ منطقه شهرداری و ۱۱۲ ناحیه بخش کرده که شهر ری و تجریش را نیز شامل شده‌است. از سوی دیگر وزارت کشور هم برای انجام انتخابات‌های مختلف و کارهای مدیریتی دیگر، تفسیر خاص خود را از شهرستان تهران دارد که بر ۲۲ منطقه شهرداری منطبق نیست و شمیران و ری را نیز شهرستان‌هایی جداگانه در نظر گرفته‌است. این شهر به واسطهٔ داشتن شبکه مخابراتی گسترده نیز دارای نواحی هفت‌گانه مخابراتی می‌باشد.
در تقسیم‌بندی وزارت کشور شهرستان تهران در مرکز استان تهران قرار دارد. از شمال به شهرستان‌های کرج و شمیرانات، از مشرق به شهرستان دماوند، از جنوب به شهرستان‌های ورامین و ری و اسلامشهر و از مغرب به شهرستان‌های شهریار و کرج محدود می‌شود. مرکز آن بخش مرکزی است.

### محله‌ها شهر
کلانشهر تهران امروزه دارای محله‌ها و شهرک‌های فراوانی است.
- محله‌ها قدیمی تهران

تهران قدیم از چهار محله تشکیل شده بود به نام‌های سنگلج، اودلاجان (عودلاجان)، بازار و چاله‌میدان.
در زمان ناصرالدین‌شاه قاجار چندین محله تازه در تهران ساخته شد به نام‌های ارگ، چاله حصار، خانی‌آباد، قنات‌آباد، پاچنار، پامنار، گار ماشین، گود زنبورک‌خانه، صابون‌پزخانه، گود عرب‌ها و دروازه قزوین.
- محله‌های نوساز شهر تهران

در زمان دودمان پهلوی و پس از انقلاب ۱۳۵۷ شمار زیادی محله و شهرک در محدوده کلانشهر تهران ساخته شد. برخی از این محله‌ها همان روستاهای پیشین‌اند که گسترش داده شده‌اند.